# Raffaello Santi
Rafael, tudi Raffael da Urbino, Raffaello Santi, Raffaello Sanzio ali Rafaelo, italijanski renesančni slikar in arhitekt visoke renesanse * verjetno 6. april 1483, Urbino, † 6. april 1520, Rim.
Njegovo delo je občudovano zaradi svoje jasnosti oblike, enostavnosti kompozicije in vizualnega doseganja neoplatonskega ideala človeške veličine. Skupaj z Michelangelom in Leonardom da Vincijem tvori tradicionalno trojico velikih mojstrov obdobja visoke renesanse.
Rafael je bil izjemno produktiven, vodil je nenavadno veliko delavnico in kljub svoji zgodnji smrti pri 37 letih pustil veliko del. Številna njegova dela najdemo v vatikanski palači, kjer je bilo osrednje in največje delo njegove kariere freske v Rafaelovih stancah. Najbolj znano delo je Atenska šola v Stanza della Segnatura v Apostolski palači. Po njegovih zgodnjih letih v Rimu je večino dela iz njegovih risb izvedla njegova delavnica, s precej izgube kakovosti. V svojem življenju je bil izjemno vpliven, čeprav je bilo zunaj Rima njegovo delo večinoma znano po grafičnih reprodukcijah.
Po njegovi smrti je bil vpliv njegovega velikega tekmeca Michelangela bolj razširjen do 18. in 19. stoletja, ko so Rafaelove bolj spokojne in harmonične lastnosti znova šteli za najvišje modele. Njegova kariera seveda spada v tri faze in tri sloge, ki jih je najprej opisal Giorgio Vasari: njegova zgodnja leta v Umbriji, nato približno štiri leta (1504–1508), ki so prevzela umetniške tradicije Firenc, sledilo je njegovih zadnjih burnih in zmagoslavnih dvanajst let v Rimu, ko je delal za dva papeža in njune tesne sodelavce.

## Ozadje
Raphael se je rodil v majhnem, a umetniško pomembnem osrednjem italijanskem mestu Urbino v deželi Marke, kjer je bil njegov oče Giovanni Santi dvorni slikar vojvode. Ugled dvora je vzpostavil Federico da Montefeltro, zelo uspešen kondotjer, ki ga je papež Sikst IV. povzdignil v vojvodo Urbina – Urbino je bil del papeških držav – in ki je umrl leto preden se je rodil Rafael. Poudarek Federicovega dvora je bil bolj literarni kot umetniški, vendar je bil Giovanni Santi tako pesnik kot slikar in je napisal rimano kroniko Federicovega življenja, oba pa sta napisala besedila in izdelala dekor za zabave v maskah. Njegova pesem Federicu kaže, da želi pokazati zavest o najnaprednejših severno italijanskih slikarjih in tudi zgodnjih nizozemskih umetnikih. V zelo majhnem dvoru Urbina je bil verjetno bolj vpet v osrednji krog vladajoče družine kot večina dvornih slikarjev.
Federica je nasledil njegov sin Guidobaldo da Montefeltro, ki se je poročil z Elisabetto Gonzaga, hčerko vladarja Mantove, ki je bila najbolj briljantna od manjših italijanskih dvorov tako za glasbo kot za vizualno umetnost. Pod njimi se je dvor nadaljeval kot središče literarne kulture. Odraščanje v krogu tega majhnega dvora je Rafaelu omogočilo odlične manire in socialne veščine, ki jih je poudaril Vasari. Življenje dvora v Urbinu šele po tem obdobju naj bi postavilo model vrlin italijanskega humanističnega dvora z upodobitvijo Baldassarea Castiglioneja v njegovem klasičnem delu Knjiga dvorjana (Il Cortegiano), objavljenem leta 1528. Castiglione se je leta 1504 preselil v Urbino, ko Rafaela ni bilo več tam, ampak so se pogosto obiskovali in postali dobri prijatelji. Rafael je ostal blizu drugih rednih obiskovalcev na dvoru: Pietro Bibbiena in Pietro Bembo, oba poznejša kardinala, sta že postala znana kot pisatelja in bosta v času Rafaela že v Rimu. Rafael se je v svojem življenju brez težav gibal v najvišjih krogih, kar je eden od dejavnikov, ki so dajali zavajajoč, da je uspel brez pretiranega truda. Vendar ni dobil popolne humanistične izobrazbe; ni jasno, kako tekoče je bral latinsko.

## Življenjepis in dela
Rafael se je rodil 28. marca ali 6. aprila 1483 v Urbinu. Točen datum Rafaelovega rojstva ni ugotovljen. Njegov oče je bil pesnik, zlatar in predvsem slikar Giovanni Santi, mati Magia Ciara. Oče je bil slikar na dvoru urbinskega vojvode Federica III. Montefeltra. Ker mu je mati umrla leta 1491, oče pa 1494, je njegov stric Simone Ciarla postal njegov skrbnik. Očetova delavnica je nadaljevala delo in Rafael je verjetno skupaj s pastorko sodeloval pri njenem upravljanju že od malih nog. V Urbinu je prišel v stik z deli Paola Uccella, prej dvornega slikarja (umrl 1475) in Luce Signorellija, ki je do leta 1498 živel v bližnjem Città di Castello.
Rafael je verjetno že leta 1494 odšel v Perugio v delavnico Pietra Vanuccija (Perugino). Bil je tako nadarjen in dober učenec, da je že leta 1500 postal mojster. Vpliv Perugina na Rafaelovo zgodnje delo je zelo jasen. Vasari je zapisal, da v tem obdobju ni bilo mogoče razlikovati med njunima rokama, vendar mnogi sodobni umetnostni zgodovinarji trdijo, da je boljša in zaznavajo njegovo roko na določenih področjih del Perugina ali njegove delavnice. Poleg slogovne bližine so tudi njune tehnike zelo podobne, na primer z nanašanjem barve z uporabo oljnega laka, v sencah in temnejših oblačilih, vendar zelo tanko na mestih. Peruginova delavnica je bila aktivna tako v Perugii kot v Firencah.
V naslednjih letih je delal v Città di Castello, kjer je izdelal Baroncijev oltar, oltarno sliko za cerkev svetega Nikolaja Tolentina v kraju Città di Castello. V naslednjih letih je slikal dela za druge tamkajšnje cerkve, vključno Mondovo Križanje (približno 1503) in Poroko device (1504) (danes v Breri) ter za Perugio, kot je Oddijev oltar. Verjetno je v tem obdobju tudi obiskal Firence. V teh letih je naslikal tudi številne majhne in izvrstne slike za kabinete, verjetno večinoma za poznavalce na dvoru v Urbinu, kot sta Tri gracije in sveti Mihael, in začel slikati Madone in portrete. Leta 1502 je odšel v Sieno na povabilo drugega peruginovega učenca Pinturicchia, da bi pomagal pri kartonih in zelo verjetno pri oblikovanju serije fresk v Piccolominvi knjižnici v Sienski stolnici. Očitno je bil že v tej zgodnji karieri zelo zaželen.
Leta 1504 se je preselil v Firence, slikal pa tudi za in v raznih mestih v severni Italiji. V Firencah je spoznal Leonarda da Vincija in Michelangela, kar je močno vplivalo na spremembo Rafaelovega sloga slikanja. Poskuša kopirati njune človeške figure in se s tem uči. Iz tega obdobja so znane mnoge slike Madone z detetom (na primer Lepa vrtnarica, Belvederska Madona, 1505, Madona pod baldahinom, 1506/8, Madona in dete s Sv. Janezom in Sv. Nikolajem (tudi Ansideijeva Madona), 1505).
- Mondovo Križanje, 1502–3, zelo v Peruginovem slogu (National Gallery, London)
- Kronanje device 1502–3 (Vatikanska pinakoteka)
- Poroka device, Rafaelova najbolj sofisticirana oltarna slika (Pinakoteka Brera, Milano)
- Sv. Jurij in zmaj, majhno delo (29 x 21 cm) za dvor v Urbinu (Louvre)

V drugi polovici leta 1508 je odšel v Rim, kjer je dobil naročilo za poslikavo v vatikanskih Stancah (Stanza della Segnatura), papeževih reprezentančnih prostorih. Stance je zgradil papež Nikolaj I. Majhne in nizke prostore so delno med drugimi dekorirali tudi Piero della Francesca, Andrea Castagno in Benedetto Bonfigli, pozneje še Perugino in Baldassare Perruzzi. Bramante je papežu Juliju II. naknadno priporočil še Rafaela, ki je medtem postal najboljši florentinski slikar. Rafael je ob mecenstvu papeža, ki je izbral tudi teme, ustvaril svoje najbolj poznano delo, Atensko šolo (1510–11), poleg te pa še: Sporočilo svetega zakramenta (1509), Parnas (1509), Izgon Heliodora iz templja (1512), Osvoboditev Sv. Petra iz ječe (1513). Svoje freske je tako postavil ob bok Michelangelovim. Smrt Julija II. leta 1513 ni prekinila dela, nasprotno, Rafael je s papežem Leonom X. stkal še tesnejše odnose.
Leta 1510 je Rafael spoznal Agostina Chigija, zelo bogatega bankirja in papeževega blagajnika. Zanj je naslikal Zmagoslavje Galateje in oblikoval dekorativne stenske poslikave v vili Farnesina. Poslikal je dve kapeli v cerkvah Santa Maria della Pace in Santa Maria del Popolo. Delal je tudi za druge zasebne naročnike.
Ko je leta 1514 umrl arhitekt Bramante, je Rafael nadaljeval njegovo delo arhitekta v baziliki Sv. Petra v Vatikanu. V letih 1514-15 je narisal serijo desetih risb (kartonov) za tapiserije za Sikstinsko kapelo s prizori iz življenja sv. Pavla in sv. Petra. Risbe so bile decembra 1519 poslane v Bruselj v delavnico Piera van Aelsta.
V letih 1516 do 1518 je nadaljeval z različnimi deli v vatikanski Loggi in drugih prostorih, kot oltarni podobi Zamaknjenje sv. Cecilije in Sikstinska Madona, poslikal je kupolo v kapeli Chigi ter slikal po različnih vilah po Rimu. Ustvaril je tudi vrsto izvrstnih portretov. Leta 1519 je naslikal portret umetnik s prijateljem. Skupaj s Baldassarjem Castiglionejem je izdelal elaborat za projekt popisa in izrisa vseh starih, antičnih spomenikov v Rimu.
Po tem, ko je leta 1520 dokončal veliko sliko Spremenjenje na gori, je 6. aprila umrl zaradi vročice. Pokopan je v Panteonu v Rimu. Nad njegovim grobom stoji kip Madone. Pogreba se je udeležila množica ljudi. Na nagrobniku v niši na levi strani cerkve piše Ille hic est Raffael, timuit quo sospite vinci, rerum magna parens et moriente mori.
Rafael je v Rimu živel v Palazzo Caprini v Borgu in ni bil nikoli poročen. Od leta 1514 dalje je prijateljeval z Mario Bibbiena, nečakinjo kardinala Medici Bibbiena. Stalnica v njegovem življenju v Rimu pa je bila La Fornarina – Margherita Luti, hči peka Francesca Lutija iz Siene, ki je živel na ulici Via del Governo Vecchio.
- Ansidei Madonna, ok. 1505
- Madona na travniku, ok. 1506, z uporabo Leonardove piramidalne kompozicije za teme Svete družine.[15]
- Sv. Katarina Aleksandrijska, 1507, morda odmev na Leonardoovo Leda
- Polaganje v grob, 1507, risba iz rimskih sarkofagov

## Privatno življenje in smrt
Od leta 1517 do njegove smrti je Rafael živel v Palazzo Caprini, ki je stala na vogalu med Piazza Scossacavalli in preko Alessandrine v Borgo, v dokaj velikem slogu, v palači, ki jo je zasnoval Bramante.  Nikoli se ni poročil, vendar se je leta 1514 zaročil z Marijo Bibbieno, nečakinjo kardinala Medici Bibbiena; zdi se, da je o tem govoril njegov prijatelj kardinal, ki ni bil navdušen, zato do poroke ni prišlo do njene smrti leta 1520. Trdi se, da je imel veliko afer, toda stalnica v njegovem življenju v Rimu je bila La Fornarina, Margherita Luti, hči peka (fornaro) Francesca Lutija iz Siene, ki je živela na Via del Governo Vecchio. Bil je papežev »Valet de chambre«, kar mu je dalo status na dvoru in dodaten dohodek, pa tudi vitez papeškega reda zlate ostroge (Ordine dello Speron d'Oro). Vasari trdi, da se je poigraval z ambicijo postati kardinal, morda po neki Leonovi spodbudi, kar bi bil lahko vzrok za njegovo odlašanje s poroko.
Rafael je umrl na veliki petek (6. aprila 1520), ki je bil verjetno njegov 37. rojstni dan. Vasari pravi, da se je Rafael tudi rodil na veliki petek, ki je leta 1483 padel 28. marca in da je umetnik umrl zaradi izčrpanosti, ki jo je prineslo nenehno romantično zanimanje, medtem ko je delal na Loži. Poznejši zgodovinarji so izpostavili številne druge možnosti. V svoji akutni bolezni, ki je trajala petnajst dni, je bil Rafael dovolj priseben, da je priznal svoje grehe, prejel zadnje obrede in uredil svoje zadeve. Svojo voljo je narekoval, v njej je pustil dovolj sredstev za skrb svoje ljubice, ki jo je zaupal svojemu zvestemu služabniku Bavieri, večino svojih studijskih vsebin pa je prepustil Giuliu Romani in Penni. Rafaela so na njegovo prošnjo pokopali v Panteonu.
Rafaelov pogreb je bil izjemno velik, udeležila se ga je velika množica. Po poročanju revije Paris de Grassis so štirje kardinali, oblečeni v vijolično, nosili njegovo telo, katerega roko je poljubil papež. Napis na marmornem sarkofagu, elegični distih, ki ga je napisal Pietro Bembo, se glasi: »Tu leži tisti slavni Rafael, za katerega se je Narava bala, da bi jo osvojil medtem ko je živel in ko je umiral, se je bala, da bo umrla«.

## Slikarstvo
Rafaelova dela so zaokrožala duha visoke renesanse. Na začetku umetniške poti je sicer posnemal mojstre florentinske šole, ki pa jo je po prihodu v Rim, opustil. Bil je genij, v katerem je bila združena kvaliteta Da Vincija in Michelangela, njegova umetnost je bila istočasno lirska in dramska in slikarsko bogata.
Tudi v njegovem slikarstvu se je poznalo študiranje grškega antičnega kiparstva. S poznavanjem perspektive mu je uspelo ustvariti iluzorne prostore, ki so bili kot gledališke scene. To je odlično vidno v Atenski šoli, kjer mogočno arhitekturo v ozadju, za katero domnevajo, da je cerkev sv. Petra, dopolnjujejo figure v togah. Rafael se je Michelangelu poklonil z upodobitvijo v preobleki Heraklita, zboru pa je dodal tudi svoj avtoportret. Rafael je ustvaril množico figur različnih oblik in telesne govorice, prostorske rešitve kompozicije, svetlobne učinke, harmonijo barv in ne nazadnje prikazal je pripoved. Ciklus fresk predstavlja štiri področja znanja: teologijo, filozofijo, pravo in umetnost.
Iz grške mitologije je znana slika Zmagoslavje Galateje (1513), kjer so liki čutni in vedri. Ekspanzivni spiralni gibi dinamičnih likov, se rojevajo iz močnega kontraposta Galateje.
Ukvarjal se je tudi s portretiranjem. Znal je kombinirati realizem portretov XV. stoletja z ljudskim idealom visoke renesanse. Rafael ni potvarjal podobe portretiranca, ga je pa oplemenitil s svetlobo in barvo. Znan je portret Angela Donija in njegove žene, portret Baldasarja Castiglionija kot tudi portreti papeža Julija II. in njegovega naslednika Leona X.

## Arhitektura
Po Bramantejevi smrti leta 1514, je bil Rafael imenovan za arhitekta nove bazilike Svetega Petra. Večina njegovega dela je bila po njegovi smrti spremenjena ali porušen po tem, ko je delo oblikovanja prevzel Michelangelo. Preživelo je le nekaj risb.
Oblikoval je več drugih stavb, saj je bil kratek čas najpomembnejši arhitekt v Rimu, ki so delali za papeža. Julij II. je imel v načrtu spremembe ulic v Rimu in jih želel obdati s čudovitimi palačami. Ostale so risbe za Palazzo Aquila, kjer je vidna bogato okrašena fasada. Za Villo Farnesina je naredil dizajn in barve. Za papeževega zdravnika je zasnoval prizidek k Palazzo di Jacobo da Brescia. Villa Madama (1518–1520), ki naj bi bila razkošno zatočišče za kardinala Giulio de 'Medici, kasnejšega papeža Klemena VII., gradnja začeta a ni bila nikoli končana.
Okoli leta 1513–1514 je zasnoval Palazzo Pandolfini v Firencah in izvedel Giovanfrancesco Bastiano da Sangallo.
Približno leta 1515 zasnuje Chigijevo kapelo v cerkvi Santa Maria del Popolo v Rimu, ureditev je kasneje dopolnil s kipi Giovanni Lorenzo Bernini.
Leta 1520 je zaključil Palazzo Branconio dell'Aquila, ki je uničena, obstaja risba fasade.
Leta 1515 je dobil pooblastila kot »prefekt« nad vsemi starinami v mestu in miljo zunaj njega. Rafael je napisal pismo papežu Leonu, v katerem je predlagal načine, kako zaustaviti propadanje starih spomenikov in predlagal vizualni pregled mesta ter snemanje vseh starin na organiziran način. Tako je na primer znana raziskava strukture in arhitekturnih elementov Panteona. Rafael je želel narediti arheološki zemljevid starega Rima, vendar ta ni bil nikoli izveden. Ohranjene so štiri umetnikove arheološke risbe.

## Risbe in grafika
Rafael je bil med najboljšimi risarji v zgodovini zahodne umetnosti, risbe pa je praviloma uporabljal za načrtovanje kompozicij. Za Sporočilo svetega zakramenta v Stancah je naredi več kot štirideset risb. Za boljšo predstavo je naredil različne variante kompozicij. Ko je naredil končno verzijo je to prenesel v pravi velikosti na papir, ga preluknjal in s sajami prekopiral na steno in to imel za vodilo pri izdelavi freske. Narisal je tudi kartone za tapiserije za Sikstinsko kapelo. Večina Rafaelovih risb je precej natančna, vključno s senčenjem.
Rafael pa ni delal odtisov sam ampak v sodelovanju z Marcantonio Raimondijem, ki je izdelal gravure. Rafael je naredil nekaj risb posebej zato, da so bile podlaga za graviranje. Najbolj znani originalni odtisi so Lukrecija, Parisova sodba in Pokol nedolžnih. Med natisnjenimi slikami sta znani Parnas in Galateja.

## Poimenovanja in upodobitve
Rafaelu je bil posvečen asteroid 9957 Raffaellosanti.
Od leta 1997 je bil Rafael upodobljen na bankovcu za 500.000 italijanskih lir, dokler ni Italija sprejela evra.
Po Rafaelu je bilo imenovano potniško letalo dolgega dosega za Alitalio, Airbus A330-202 z registrsko oznako EI-EJG.